# 删库跑路
删库跑路是中国大陆流行的一个网络成句，意指擅自删除公司存储业务数据的数据库或建构业务系统的代码库后离开的行为。
数据库是储存用户信息等数据的管理系统，因为数据库的数据通常较为容易删除，删除数据库可以导致雇主公司的大量业务数据丢失而蒙受损失。2020年2月，有一员工删除微盟集团的数据库，微盟集团因此损失数亿，一些媒体由“删库跑路”一词引出此事件。2022年2月，京东到家的系统代码被员工录某删除，上海市杨浦区人民法院判处录某有期徒刑十个月，此事件引起了中国大陆网络平台对“删库跑路”事件的关注。

## Faker.js事件
程序员Marak在Github上发布开源项目color.js（JavaScript控制台输出颜色的工具）和faker.js（随机数据生成器）在2022年每周下载量超过2万，2022年1月该项目作者因不满该项目使用者未支付报酬，使用循环使color.js项目不断地输出“自由”(liberty）等字符，faker.js项目的readme文件内容变成了“Aaron Swartz到底发生了什么？”，此举影响了许多项目，Github官方一度因此将Marak的账号封禁，此后该项目被其他志愿者接手。